# Ligue d'Alger de Football Association
 (décembre 2021).
- Si vous ne connaissez pas le sujet, laissez ce bandeau (vous pouvez alors contacter les auteurs).
- Si vous supprimez le contenu mis en cause (vous pouvez préalablement contacter les auteurs),

argumentez précisément cette suppression dans la page de discussion
(un manque de référence n'est pas un argument ; une recherche réelle de référence doit avoir été effectuée, être formellement documentée).
 (décembre 2021).
Pour les articles homonymes, voir LAFA.
La Ligue d'Alger de Football Association, appelée également Ligue d'Alger de football ou Ligue d'Alger est une ancienne organisation de football du Département d'Alger en Algérie française à l'époque coloniale. Créée en 1920 dans le but de développer le football à Alger ; elle s'arrête un moment pour cause de Seconde Guerre mondiale, puis reprend en 1946. Finalement elle cesse toute activité en 1962 après la fin de la Guerre d'Algérie qui consacre l'indépendance de l'Algérie et qui entraîne l'exode massif des colons vers la France signifiant l'abandon des clubs sportifs dirigés par les « colons » ainsi que leurs structures.
Affiliée à la Fédération française de football, elle était membre de l'ULNA ; la Ligue Algéroise possédait donc comme ses quatre consœurs avait aussi ses « championnats » (statut amateur) possédait quatre divisions. Elles étaient très structurées et très hiérarchisés et organisaient des compétitions pour toutes les catégories d'âges en plus d'une dite « corporative » (catégorie des équipes « corporatifs »), dont le plus haut niveau était appelé Division d'Honneur. Elle avait aussi son équipe départementale.

## Histoire
La Ligue d'Alger de Football Association ou Ligue d'Alger de football était l'une des cinq ligues régionales du football en Afrique du Nord durant l'époque coloniale. Lorsque le football s'implanta au Maghreb à la fin du XIXe siècle, les grands organismes de gestions n'existaient pas encore. Les premières compétitions non officielles qui se déroulèrent au cours des années dix, étaient des tournois auto-organisés par les clubs participants. Le premier grand organisme de football français qui fait son apparition en Afrique du Nord en 1913, n'est autre que l'Union des sociétés françaises de sports athlétiques (créée en 1887). Elle sera rejointe puis remplacée en 1919 par la Fédération Française de Football Association fraîchement créée.

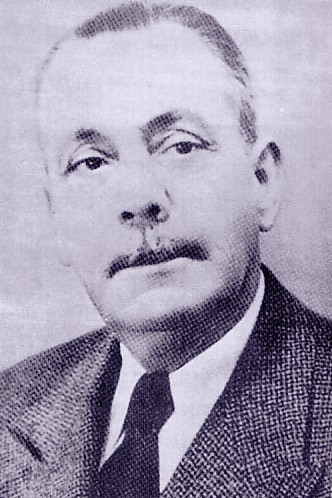
Louis Rivet : Président de la Ligue d'Alger de Football Association (LAFA) et président fondateur de l'Union des ligues nord-africaines de football (ULNA)

Ces instances du football français étaient représentées en Afrique du Nord par les cinq ligues régionales que sont celles du Maroc, d'Oran, d'Alger, de Constantine et de Tunisie. Ces cinq ligues créées en 1919 se retrouvaient fréquemment au sein de l'Union des ligues nord-africaines de football dans le but de coordonner la gestion de leurs différents championnats. Elles organisaient et géraient des compétitions de différents niveaux sur leurs territoires jusqu'aux années 1956 pour certaines et 1962 pour d'autres. Ainsi la Ligue d'Alger de football avait la gestion du football de tout le département d'Alger, comprenant les villes d'Aumale, de Blida, de Médéa, de Miliana, d'Orléansville, de Tizi Ouzou et d'Alger. Les différents clubs de ces villes appartenant au département d'Alger étaient donc tous affiliés à la Ligue d'Alger de football. Celle-ci organisa durant l'époque coloniale les championnats de cinq niveaux différents que sont: la Troisième Division, la Deuxième Division, la Première Division, la Promotion Honneur et la Division Honneur. Elle avait aussi la charge de l'organisation de la coupe départementale appelée Coupe Forconi de football, une compétition éliminatoire de type coupe qui concernait tous les clubs affiliés à la Ligue d'Alger.
Le plus haut degré de cette ligue amateur de football était la Division Honneur. Le champion de cette division était qualifié la saison suivante à un tournoi inter-ligue de plus haut niveau appelé Championnat d'Afrique du Nord de football. Cette compétition qui porta le nom de "Challenge Steeg" (en hommage à l'ex gouverneur d'Algérie Théodore Steeg) puis "Challenge Louis Rivet" (en hommage au premier président de la Ligue d'Alger et de l'Union des Ligues) rassemblaient les champions des divisions honneurs des cinq ligues d'Afrique du Nord de football était organisée par contre par la Fédération française de football qui délégua à l'Union des ligues nord-africaines la gestion de celle-ci. Il en sera de même dans les années trente avec la création de la Coupe d'Afrique du Nord de football, construite sur le même modèle que celui de la Coupe de France de football, dont le vainqueur de la Coupe Forconi pour la Ligue d'Alger participait au tournoi final opposé aux autres vainqueurs de coupe des autres ligues. Il arrivait parfois que la Ligue d'Alger envoyait deux participants pour une même compétition car en général le tenant du titre avait l'honneur de défendre son bien en compagnie soit du dauphin ou du finaliste s'il était redevenu champion, soit du champion.
Lorsque le Maroc et la Tunisie obtinrent leurs indépendances, les ligues de football de ces pays se retirèrent des compétitions sportives françaises. Les trois ligues algériennes se rassemblèrent pour former en 1957 l'Union des ligues algériennes de football. Celle-ci avait la charge d'organiser les deux nouvelles compétitions que sont la Coupe d'Algérie de football et le Championnat d'Algérie CFA qui constituait le sixième groupe de la CFA en France, sous la tutelle de la fédération française de football. Le but en créant ces nouvelles compétitions étaient d'intégrer rapidement les clubs algériens dans le système du football français. Les trois dernières ligues de football restantes en Afrique du Nord et qui étaient toutes algériennes, continuèrent malgré tout à conserver leurs statuts en poursuivant leur travail avec la gestion des compétitions de niveau régional inférieur à la CFA.
La ligue d'Alger de Football Association cessera toutes ses activités à l'indépendance de l'Algérie en 1962, de même que les ligues d'Oran et de Constantine. Elle aura connu deux présidents, une interruption de deux ans pour cause de Seconde Guerre mondiale mais surtout trente cinq saisons pleines de football. La Fédération algérienne de football prendra le relais en s'appuyant les structures déjà établies des trois ex ligues régionales algériennes de football.

## Repères chronologiques
Afin de bien comprendre le contexte historique et politique dans lequel s'insère cet organisme de football ainsi que les différentes compétitions qu'il gère, il est judicieux d'observer les quelques repères chronologiques importants. Quatre évènements clefs ont perturbé la pratique de ce sport et fait trembler la Ligue d'Alger de Football Association.

### Le refus du communautarisme
La France a toujours véhiculé un principe de laïcité, un héritage acquis lors de la Révolution française, qui s'appliquait même dans ses colonies. Ce principe n'a pas pour seule fonction la notion de séparation entre l'église et l'état, elle a aussi celle de lutter contre toutes formes de communautarisme. Dans le sport cette notion de lutte contre le communautarisme s'applique également. Tous les clubs de sports à cette époque, que ce soit en métropole ou dans les colonies, étaient toutes des associations sportives de type omnisports, régies par la loi de 1901. Il n'existait pas dans les clubs colons de clivage entre colons et musulmans car la pratique du sport était ouverte à tous. Lorsque des clubs entièrement musulmans ou israélites sont apparus sans même la présence d'européens au sein de leurs effectifs, l'administration française en place craignait que des clivages communautaires se forment. D'ailleurs les rencontres en football de type "derby" entre club colons et musulmans représentaient un énorme risque. Le sport étant universelle, un symbole puissant, il était inconcevable pour le gouvernement colonial qui prônait les valeurs de la république française, d'accepter tout marquage identitaire.
Afin d'atténuer cette tendance identitaire plusieurs circulaires furent éditées entre les années 1928 et 1936, obligeant les clubs musulmans à se défaire de tout communautarisme. L'une d'elles concernait le terme musulman dans les noms de clubs. Il était dérangeant pour l'administration coloniale de voir le mot musulman dans les noms des clubs; la première circulaire de 1928 stipulait qu'à côté de ce mot devait apparaître le terme français, ou du moins la lettre F dans leurs sigles. Ainsi certains changements ont été constatés avec l'exemple de plusieurs clubs dans toute l'Algérie. Cela eût un effet négatif et fit naître un sentiment de révolte de la part des clubs musulmans se sentant opprimés, avec pour conséquences parfois des rencontres de football entre équipes des deux ethnies très houleuses et l'intervention de l'armée.
En se rendant compte des conséquences que pouvait avoir une telle circulaire, le gouvernement colonial trouva de nouveau la parade afin d'empêcher tout soulèvement populaire. En effet une deuxième circulaire en 1930 obligea toute associations sportives musulmanes d'intégrer dans leurs effectifs un quota de joueurs colons, avec d'abord trois joueurs puis cinq lors d'une troisième circulaire en 1935. De plus avec la circulaire de 1936, on demanda à ces clubs d'avoir dans leurs structures dirigeantes des français sous peine d'être dissoutes. D'ailleurs des rencontres furent annulées pour cause de non-respect de quotas comme ce fut le cas lors de la rencontre à Oran entre le CAL Oran (colon) et l'USM Oran (musulman) en mars 1936. Ces circulaires d'un point de vue sportif furent terribles entraînant la cessation de toutes activités de certains clubs à Oran (avec l'exemple de "L'OCFO" l'Olympique Football Club d'Oran un club de football juif qui fut contraint à l'arrêt) mais aussi à Tlemcen, Mascara et Mostaganem. Les clubs les plus expérimentés comme le MC Alger et l'USM Oran sachant qu'ils ne gagneraient rien à se révolter, se soumirent sans rechigner en incluant des joueurs et des dirigeants français.

## Bulletin d'informations
À cette époque les compétitions sportives ne bénéficiaient pas des grandes techniques de diffusions audiovisuelles. Même si quelques rencontres étaient télévisées ou radiodiffusées, ceci était quelque chose d'assez rare hors métropole. Certains reportages pouvaient avoir lieu mais cela demeurait quelque chose d'assez rare. Pour connaitre les résultats sportifs on s'en remettait principalement aux différents journaux spécialisés ou non. La Ligue d'Alger de Football Association possédait son propre organe de diffusion, un journal sobrement appelé "Alger Football". Il existait également d'autres organes de diffusions similaires dans les autres Ligues régionales de football (Oran, Constantine, Maroc et Tunisie).

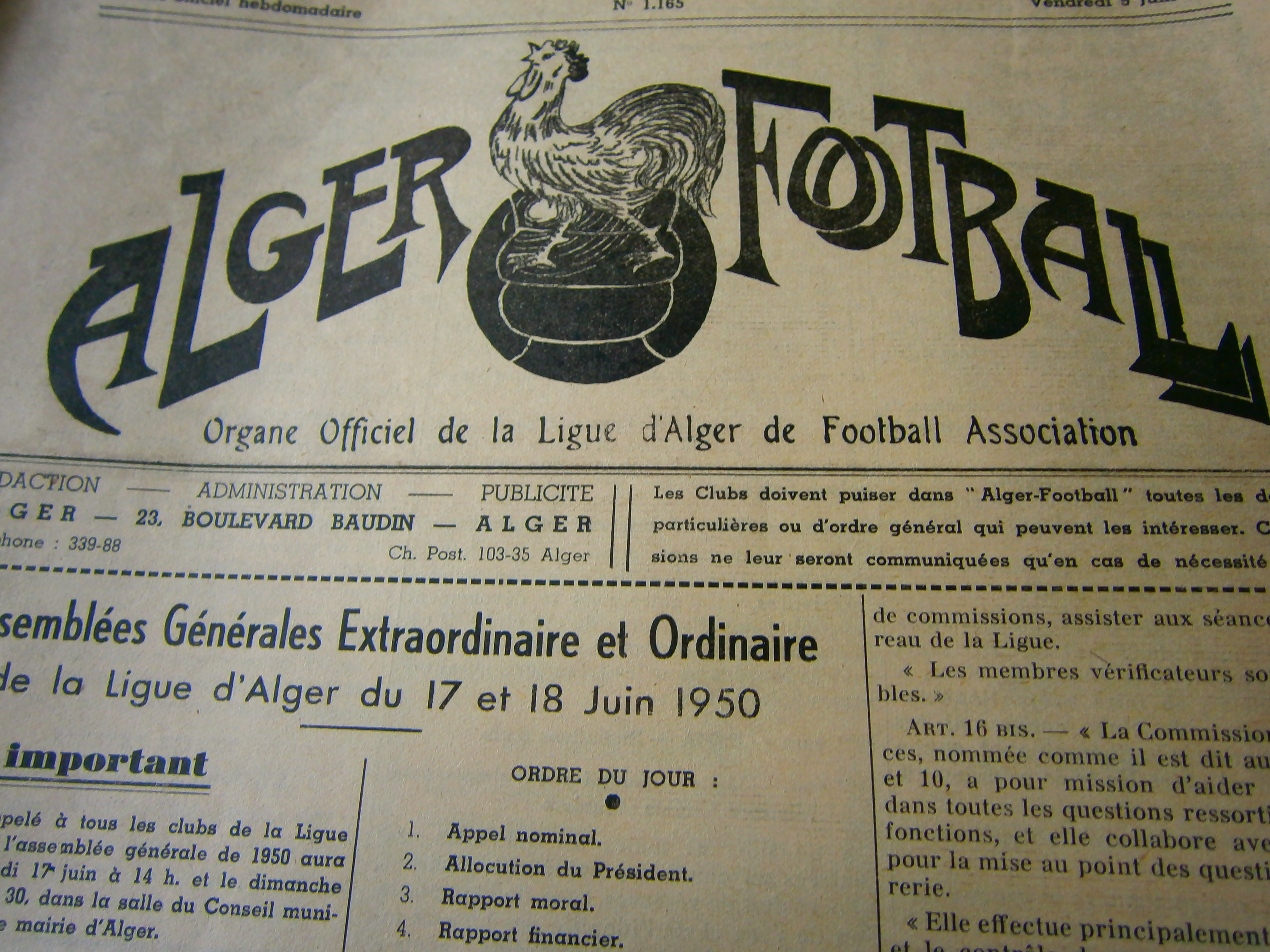
1re page d'un exemplaire de l'hebdomadaire Alger Football (aujourd'hui disparu), l'organe officiel de la Ligue d'Alger de Football Association, N°1165, daté du vendredi 23 juin 1950.

Ce journal dont le siège se trouvait au 23 Boulevard Baudin (aujourd'hui connu sous le nom Boulevard colonel Amirouche) à Alger paraissait à un rythme hebdomadaire chaque vendredi. Dedans étaient retranscris tous les résultats des compétitions de toutes les divisions de la Ligue d'Alger (commission des compétitions coupes et championnats). Il y avait également les résultats sportifs des compétitions de jeunes (commission des jeunes), du championnat corporatiste (commission corporative), des sélections régionales (équipe junior et senior d'Alger) ainsi que des compétitions inter-régionales comme le Championnat d'Afrique du Nord de football et la Coupe d'Afrique du Nord de football (que l'on pouvait suivre aussi dans l'organe de l'Union des ligues nord-africaines de football).
On y retrouvait également toutes les décisions du Bureau de la Ligue, de la commission technique, de la commission des finances pour l'aspect financier, de la commission de discipline pour les avertissements et les convocations, de la commission de l'arbitrage pour la désignation des arbitres, de la commission des terrains et de la commission des licences pour les différentes "mutations" (les transferts de l'époque), de la commission médicale pour les surclassements de catégories.
Ce journal prouve à quel point la Ligue d'Alger de football était fortement structurée. Lorsque les clubs tunisiens et marocains se retirèrent des compétitions sportives françaises, les trois ligues algériennes de football que sont les Ligues d'Oranie, d'Alger et de Constantine, se rassemblèrent pour former l'Union des Ligues Algériennes de Football. À la création de cette nouvelle ligue il fut décidé qu'un organe officiel serait également édité pour retranscrire les résultats sportifs des compétitions sportives nouvellement créées (Coupe d'Algérie (époque coloniale) et Championnat d'Algérie CFA) dont cette ligue en avait la charge, sous la tutelle de la FFF. Toutefois les ligues régionales historiques (Alger, Oran et Constantine) gardèrent leurs statuts de ligue régionale en continuant d'organiser les compétitions des niveaux inférieurs. Celles-ci conservèrent également leurs organes de diffusions qui restèrent actives jusqu'à l'indépendance. Le dernier numéro de cet hebdomadaire fut le N°1606, il parut un vendredi 2 février 1962, et marqua la fin d'une époque, celle du football colon. Il sera remplacé par l'organe officiel de la Fédération algérienne de football appelé "Algérie Football", conçu de la même manière qu'Alger Football et dont le premier numéro paraîtra un samedi 5 janvier 1963.

## Sélection d'Alger

### Palmarès

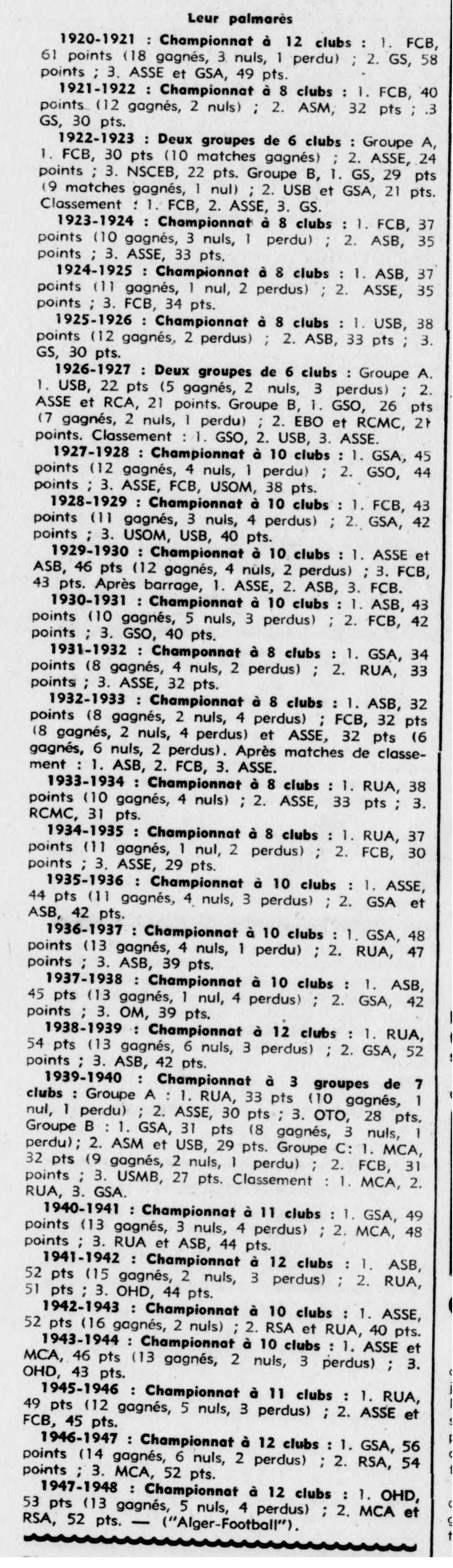
Palmarès de la Ligue d'Alger de 1920 au 1948

- Tournoi Interligues de l'ULNAF (4)
  - Vainqueur : 1938, 1942, 1945, 1946

## Palmarès de la Ligue d'Alger

### Palmarès
| Saison | Champion                         | Vice-champion              | Troisième                     | Participants     |
| --- | -------------------------------- | -------------------------- | ----------------------------- | ---------------- |
| Division d'honneur |                                  |                            |                               |                  |
| 1920-1921 | FC Blida (1)                     | GS Alger                   | AS Saint-Eugène & CS Algérois | 12               |
| 1921-1922 | FC Blida (2)                     | AS Montpensier             | GS Alger                      | 8                |
| 1922-1923 | FC Blida (3)                     | AS Saint-Eugène            | GS Alger                      | 12               |
| 1923-1924 | FC Blida (4)                     | AS Boufarik                | AS Saint-Eugène               | 8                |
| 1924-1925 | AS Boufarik (1)                  | AS Saint-Eugène            | FC Blida                      | 8                |
| 1925-1926 | US Blida (1)                     | AS Boufarik                | GS Alger                      | 8                |
| 1926-1927 | GS Orléansville (1)              | US Blida                   | AS Saint-Eugène               | 12               |
| 1927-1928 | GS Alger (1)                     | GS Orléansville            | US Ouest Mitidja              | 10               |
| 1928-1929 | FC Blida (5)                     | GS Alger                   | US Ouest Mitidja              | 10               |
| 1929-1930 | AS Saint-Eugène (1)              | AS Boufarik                | FC Blida                      | 10               |
| 1930-1931 | AS Boufarik (2)                  | FC Blida                   | GS Orléansville               | 10               |
| 1931-1932 | GS Alger (2)                     | RU Alger                   | AS Saint-Eugène               | 8                |
| 1932-1933 | AS Boufarik (3)                  | FC Blida                   | AS Saint-Eugène               | 8                |
| 1933-1934 | RU Alger (1)                     | AS Saint-Eugène            | RC Maison-Carrée              | 8                |
| 1934-1935 | RU Alger (2)                     | FC Blida                   | AS Saint-Eugène               | 8                |
| 1935-1936 | AS Saint-Eugène (2)              | GS Alger                   | AS Boufarik                   | 10               |
| 1936-1937 | GS Alger (3)                     | RU Alger                   | AS Boufarik                   | 10               |
| 1937-1938 | AS Boufarik (4)                  | GS Alger                   | RU Alger & O. Marengo         | 10               |
| 1938-1939 | RU Alger (3)                     | GS Alger                   | AS Boufarik                   | 12               |
| Challenge de Guerre (Championnat remplacé par le Challenge de Guerre de 1939 à 1945 en raison de la 2e guerre mondiale) |                                  |                            |                               |                  |
| 1939-1940* | MC Alger (1)                     | RU Alger                   | GS Alger                      | 21               |
| 1940-1941* | GS Alger (4)                     | MC Alger                   | RU Alger & AS Boufarik        | 11               |
| 1941-1942* | AS Boufarik (5)                  | RU Alger                   | O Hussein-Dey                 | 12               |
| 1942-1943* | AS Saint-Eugène (3)              | RS Alger                   | RU Alger                      | 10               |
| 1943-1944* | AS Saint-Eugène (4)              | MC Alger                   | RS Alger & RU Alger           | 10               |
| 1944-1945* | AS Saint-Eugène (5) MC Alger (2) |                            | O Hussein-Dey                 | 10               |
| Division d'honneur |                                  |                            |                               |                  |
| 1945-1946 | RU Alger (4)                     | FC Blida & AS Saint-Eugène | RS Alger                      | 11               |
| 1946-1947 | GS Alger (5)                     | RS Alger                   | MC Alger                      | 12               |
| 1947-1948 | O Hussein-Dey (1)                | MC Alger & RS Alger        | GS Alger                      | 12               |
| 1948-1949 | O Hussein-Dey (2)                | GS Alger                   | MC Alger                      | 12               |
| 1949-1950 | O Hussein-Dey (3)                | AS Saint-Eugène            | GS Alger                      | 12               |
| 1950-1951 | GS Alger (6)                     | O Hussein-Dey              | AS Boufarik                   | 12               |
| 1951-1952 | AS Saint-Eugène (6)              | MC Alger                   | RS Alger                      | 12               |
| 1952-1953 | FC Blida (6)                     | MC Alger                   | GS Orléansville               | 12               |
| 1953-1954 | GS Alger (7)                     | MC Alger                   | AS Boufarik                   | 12               |
| 1954-1955 | GS Alger (8)                     | MC Alger                   | Stade Guyotville              | 12               |
| 1955-1956 | GS Orléansville (2)              | AS Boufarik                | GS Alger                      | 12               |
| Fin de la participation des clubs musulmans                                                                             |                                  |                            |                               |                  |
| 1956-1957 | AS Saint-Eugène (7)              |                            |                               | 12               |
| 1957-1958 | GS Alger (9)                     |                            |                               | 12               |
| 1958-1959 | O Hussein-Dey (4)                | GS Alger                   | FC Blida                      | 12               |
| 1959-1960 | GS Orléansville (3)              |                            |                               | 12               |
| 1960-1961 | GS Alger (10)                    |                            |                               | 12               |
| 1961-1962 | Saison inachevée                 | Saison inachevée           | Saison inachevée              | Saison inachevée |

* Pas de Ligue d'Alger de 1939 à 1946 pour cause de la Seconde Guerre mondiale. Un Critérium de Guerre est organisé à la place qui apparemment est compté avec la Ligue d'Alger[réf. nécessaire].

### Trophée Jacques Aletti[Quoi ?]
| Rang | Saison    | Meilleur Buteur                | Meilleur Gardien du but                  |
| ---- | --------- | ------------------------------ | ---------------------------------------- |
| 1    | 1948-1949 | Roger Deléo (GS Alger)         | Jean Testa (GS Alger)                    |
| 2    | 1949-1950 | Abderrahmane Meftah (FC Blida) | Jean Testa (GS Alger)                    |
| 3    | 1950-1951 | Bernard Raïs (FC Blida)        | Mansour Abtouche (MC Alger)              |
| 4    | 1951-1952 | Abderrahmane Meftah (FC Blida) | Abderrahmane Boubekeur (AS Saint Eugène) |